# Vorde Sogn
Vorde Sogn er et sogn i Viborg Domprovsti (Viborg Stift).
I 1800-tallet var Fiskbæk Sogn og Romlund Sogn annekser til Vorde Sogn. Alle 3 sogne hørte til Nørlyng Herred i Viborg Amt. Vorde-Fiskbæk-Romlund sognekommune blev ved kommunalreformen i 1970 indlemmet i Viborg Kommune.
I Vorde Sogn ligger Vorde Kirke.
I sognet findes følgende autoriserede stednavne:
- Hjarbæk (bebyggelse, ejerlav)
- Hulager (bebyggelse)
- Kølsen (bebyggelse, ejerlav)
- Kølsen Gårde (bebyggelse)
- Lundsgårde (bebyggelse)
- Løgstrup (bebyggelse, ejerlav)
- Navntoft (bebyggelse, ejerlav)
- Skovdalslund (bebyggelse)
- Stensig (bebyggelse)
- Vorde (bebyggelse, ejerlav)
- Vorde Gårde (bebyggelse)
- Øster Kølsen (bebyggelse)